# 克里斯塔爾山

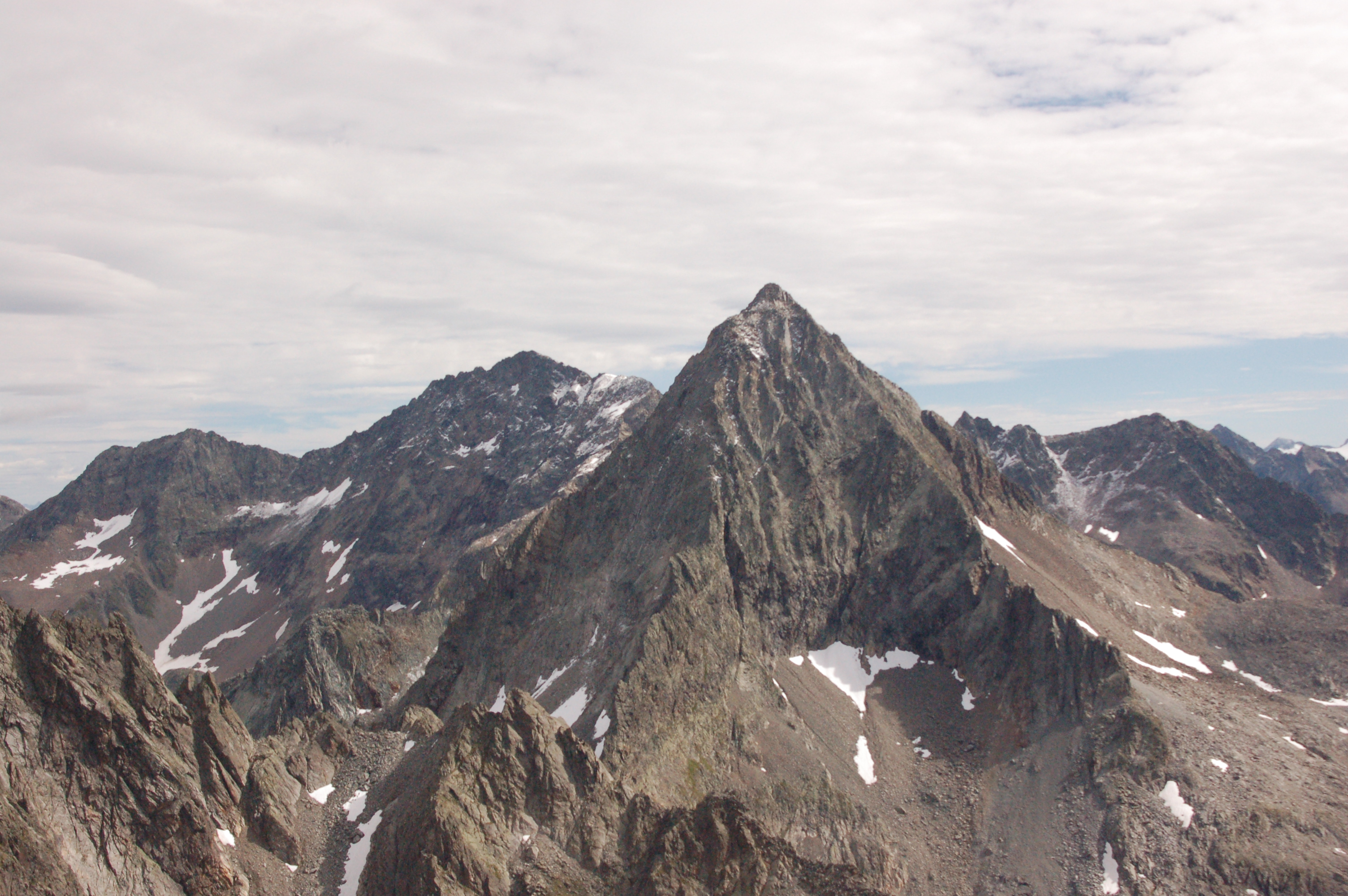

46°59′07″N 12°44′01″E / 46.985389°N 12.733667°E
克里斯塔爾山（德語：Kristallkopf），是奧地利的山峰，位於該國西部，處於蒂羅爾州和克恩頓州接壤的邊界，屬於舍貝爾山脈的一部分，海拔高度3,158米，每年平均降雨量2,138毫米，人類在1895年首次登頂。